# Der Mann, der die Sterne macht
Der Mann, der die Sterne macht (Originaltitel: L’uomo delle stelle) ist ein italienischer Spielfilm, der 1995 unter der Regie von Giuseppe Tornatore entstand. Er schildert eine Gaunergeschichte aus Sizilien in den frühen 1950er Jahren. Die Filmmusik stammt von Ennio Morricone.

## Handlung
Joe Morelli aus Rom fährt 1953 in einem alten Lieferwagen, der mit Plakaten bekannter Filmstars beklebt ist, durch Sizilien. Er besucht Dörfer und kleine Städte und baut dort auf dem Marktplatz ein Zelt auf und postiert eine Filmkamera. Über Lautsprecher erzählt er den Bewohnern, die in Scharen herbeilaufen, dass er als Talentsucher der Universalia Studios in Rom auf der Suche sei nach neuen Gesichtern für den Film. Für einen Unkostenbeitrag von 1.500 Lire könne man Probeaufnahmen machen lassen und vor der Kamera einige Sätze sprechen.
Da viele Sizilianer in den Nachkriegsjahren in Armut leben und nach einer Möglichkeit suchen, auszuwandern, hat Morelli leichtes Spiel, in ihnen den Traum von einer Schauspielerkarriere, von Reichtum in Rom oder gar in den Vereinigten Staaten zu schüren. Mehr oder weniger schöne Frauen, ehrgeizige Eltern mit ihren Kindern, Landarbeiter, Ganoven und Mafiosi begeben sich in Morellis Zelt, um vor laufender Kamera zu posieren und Probe zu sprechen. Sie erzählen von sich und ihrem Leben, von ihren Erinnerungen und Plänen.
Morelli dreht, hört sich die Geschichten an und nährt falsche Hoffnungen, denn in Wirklichkeit ist er ein Betrüger mit langem Vorstrafenregister. Er benutzt bereits bespieltes, unbrauchbares Filmmaterial, das nie in Rom landen wird, er hat es nur auf das Geld abgesehen. Nachts, wenn er Kamera und Zelt abbaut, um in die nächste Stadt aufzubrechen, amüsiert er sich über die Naivität der Sizilianer.
Eines Tages steht die junge Beata vor seiner Kamera. Sie ist Waise, lebt mangels anderer Möglichkeiten in einem Kloster und sieht in Morelli die einzige Möglichkeit, ihrem bisherigen Leben zu entfliehen und nach Rom zu gelangen. Sie verehrt ihn, begleitet ihn und unterstützt ihn bei seinen Filmaufnahmen. Er ist zunächst wenig begeistert, doch nach und nach entwickelt sich zwischen den beiden eine Liebesbeziehung.
Genauso plötzlich, wie Beata in Morellis Leben trat, taucht Brigadiere Mastropaolo auf. Er hat Morellis falsches Spiel durchschaut und prangert ihn öffentlich an. Gleichzeitig erscheinen einige Mafiosi, die von Morelli betrogen wurden. Sie schlagen ihn brutal zusammen und er kommt schwer verletzt für einige Monate ins Gefängnis. Nach seiner Freilassung macht er sich auf die Suche nach Beata. Er findet sie schließlich in einer geschlossenen Anstalt wieder. Nachdem sie miterlebt hatte, wie er als Betrüger entlarvt wurde, zog sie sich in ihre eigene Traumwelt zurück. Sie erkennt ihn nicht wieder und ist kaum ansprechbar. An Morelli ziehen noch einmal die Aufnahmen und Gesichter vergangener Zeiten vorbei und er sieht, dass er nicht nur unzählige Träume, sondern auch ein Leben zerstört hat.

## Dreharbeiten

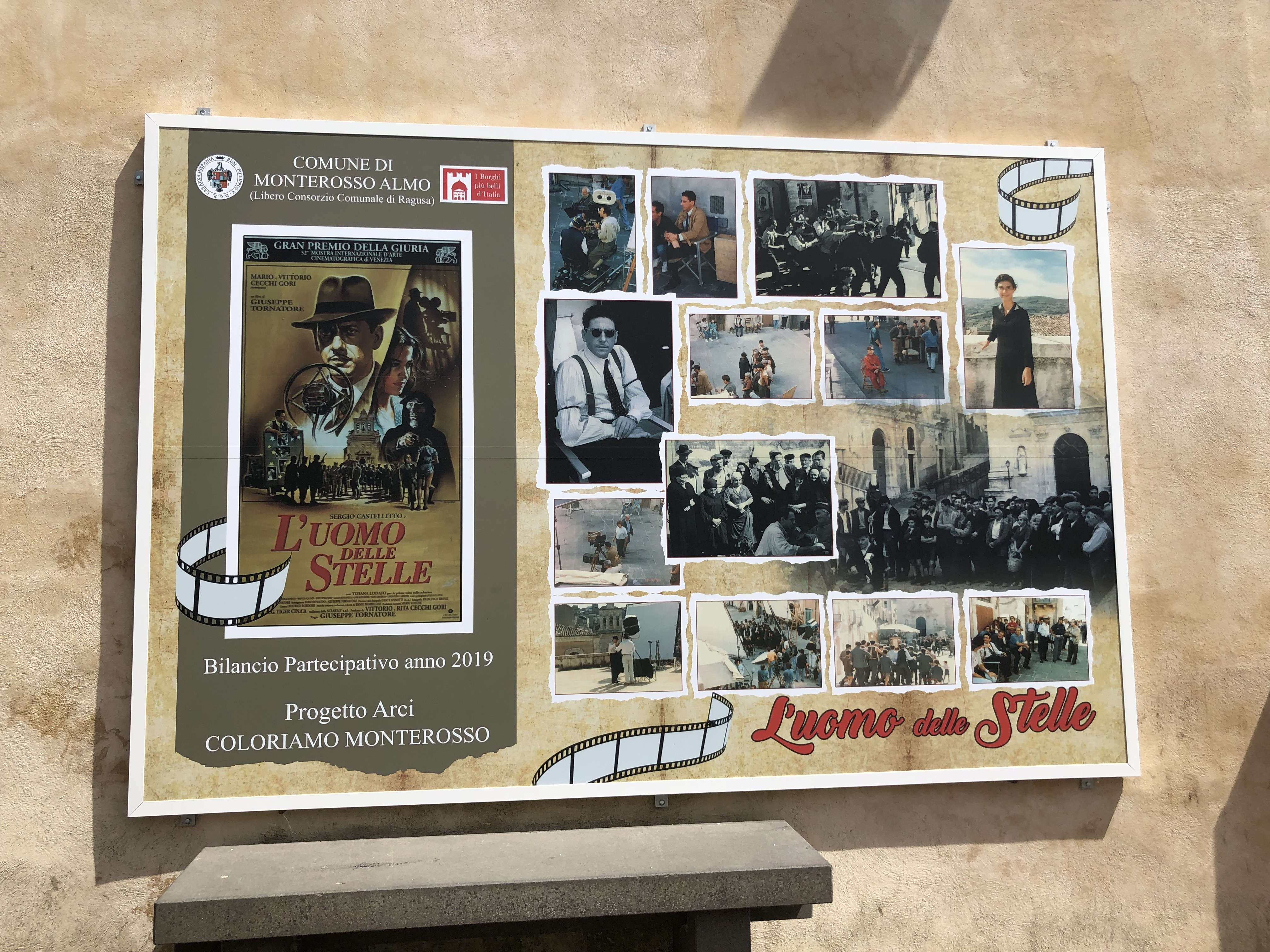
Filmplakat in Monterosso Almo

Tornatore drehte den Film überwiegend in der Provinz Ragusa zwischen Ragusa Ibla und Monterosso Almo mit Laiendarstellern aus der Bevölkerung. Weitere Szenen wurden in Marzamemi, Poggioreale und Matera, Basilikata, gedreht.

## Kritik
Lexikon des internationalen Films: „Ein bescheidener, aber sehr intelligent unterhaltender Film, der unaufdringliche Lektionen in Sachen Film, Geschichte, Volkskunde und Wahrhaftigkeit erteilt.“

## Auszeichnungen
Der Film wurde insgesamt mit neun Filmpreisen ausgezeichnet. Dazu zählen:
- 1995: Internationale Filmfestspiele von Venedig Spezialpreis der Jury
- 1996: Oscar-Nominierung als Bester ausländischer Film und Auszeichnung mit drei David di Donatello